# 阿伦多夫 (图林根州)
阿伦多夫是德国图林根州的一个市镇。总面积8.76平方公里，总人口358人，其中男性188人，女性170人（2011年12月31日），人口密度41人/平方公里。

## 友好城市
- 法國 博讷瓦勒